# Kazimierz Skuras

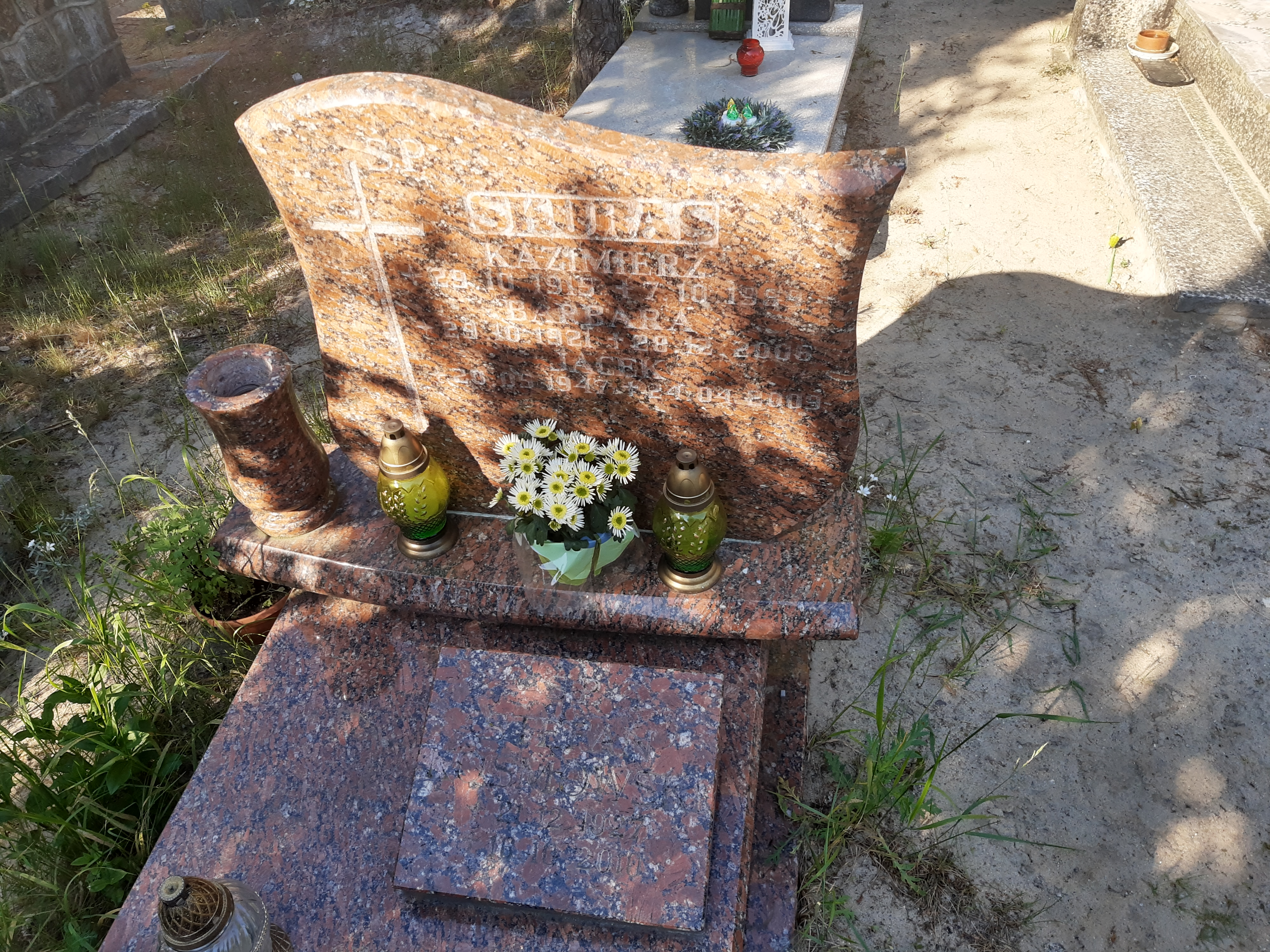
Grób Kazimierza Skurasa na cmentarzu Witomińskim

Kazimierz Skuras (ur. 29 października 1915 w Warszawie, zm. 7 października 1989 w Gdyni) – major Wojska Polskiego, uczestnik walk w II wojnie światowej.

## Życiorys
Był synem Józefa. Studiował prawo na Uniwersytecie Warszawskim.
W 1937 powołany został do odbycia służby wojskowej. Ukończył Dywizyjny Kurs Podchorążych Rezerwy 9 DP przy 22 Pułku Piechoty w Siedlcach oraz odbył praktykę w 35 Pułku Piechoty w garnizonie Brześć. Zwolniony do rezerwy po odbyciu rocznej służby.
W kwietniu 1939 został zmobilizowany i powołany do 35 Pułku Piechoty.
W chwili rozpoczęcia wojny był w składzie 35 Pułku Piechoty w Brześciu nad Bugiem na stanowisku zastępcy dowódcy plutonu, a następnie dowódcą plutonu w kompanii kolarzy. Brał udział w walkach pod Koronowem, bitwą nad Bzurą (Sochaczew) i Palmirami. Podczas walk został kontuzjowany i dostał się do niewoli niemieckiej, przewieziony do obozu jenieckiego „Hohenstein” Stalag I B (dziś Królikowo koło Olsztynka, województwo warmińsko-mazurskie), w którym przebywał do 22 sierpnia 1940.
Po powrocie ze Stalagu, przez okres pozostałych lat wojny najpierw przebywał w Warszawie do czerwca 1944, a następnie w Zakopanem.
22 marca 1945 ponownie został wcielony do służby i w stopniu starszego sierżanta pełnił służbę zawodową w Rejonowej Komendzie Uzupełnień w Ostrowcu Świętokrzyskim.
Następnie został wyznaczony na stanowisko kierownika Referatu Mobilizacji i Poboru w Gdyńskiej Rejonowej Komendzie Uzupełnień.
Od dnia 15 listopada 1948 do 19 listopada 1949 był komendantem Gdyńskiej Rejonowej Komendy Uzupełnień.
Przeniesiony do rezerwy rozkazem personalnym Ministra Obrony Narodowej nr 247 z dnia 12 kwietnia 1950.
W latach 1952–1953 był pracownikiem działu zaopatrzenia w Polskich Liniach Oceanicznych w Gdyni. Pomiędzy 1953 a 1955 sprawował funkcję przewodniczącego zarządu Spółdzielni Pracy im. Marcelego Nowotki w Gdyni, od 1 czerwca 1964 pełnił funkcję dyrektora administracyjno-finansowego w Szpitalu Morskim Gdynia-Redłowo. Pochowany na cmentarzu Witomińskim (kwatera 27-10-14).

## Awanse
- sierżant podchorąży – marzec 1938
- podporucznik – 18 czerwca 1945
- porucznik – 19 sierpnia 1946
- kapitan – 20 stycznia 1948
- major – 22 kwietnia 1970 (w rezerwie)

## Wykształcenie
- 1937–1938 – kurs podchorążych rezerwy w 22 Pułku Piechoty w Siedlcach
- 1939 – Uniwersytet Warszawski kierunek prawa

## Stanowiska
- 1937–1938 – 22 Pułk Piechoty – 9 Dywizja Piechoty w Siedlcach
- 1 września 1939 – 12 września 1939 – pomocnik dowódcy plutonu – kompania kolarzy – 35 Pułk Piechoty w Brześciu nad Bugiem
- 12 września 1939 – 22 września 1939 – dowódca plutonu – kompania kolarzy – 35 Pułku Piechoty w Brześciu nad Bugiem
  - 22 września 1939 – 22 sierpnia 1940 – więzień obozu jenieckiego Hohenstein Stalag I B
- 21 marca 1945 – 20 października 1945 – zastępca kierownika referatu mobilizacyjnego – Rejonowej Komendy Uzupełnień w Ostrowcu Świętokrzyskim
- 21 października 1945 – 31 października 1945 – dyspozycja – dowódca Pomorskiego Okręgu Wojskowego
- 1 listopada 1945 – 21 kwietnia 1946 – kierownik referatu mobilizacji i poboru – Rejonowej Komendy Uzupełnień w Lęborku
- 25 kwietnia 1946 – 14 listopada 1948 – kierownik referatu mobilizacji i poboru – Rejonowej Komendy Uzupełnień w Gdyni
- 15 listopada 1948 – 19 listopada 1949 – komendant – Rejonowej Komendy Uzupełnień w Gdyni
- 20 listopada 1949 – 12 kwietnia 1950 – dyspozycja dowódcy Pomorskiego Okręgu Wojskowego

## Odznaczenia
- Medal Zwycięstwa i Wolności 1945 – nadany 18 czerwca 1945
- Medal „Za zwycięstwo nad Niemcami w Wielkiej Wojnie Ojczyźnianej 1941–1945” – nadany 19 sierpnia 1946
- Odznaka Grunwaldzka – nadana 20 stycznia 1948